# Festival Internacional de Cine de Venecia de 1961
La 22ª Mostra de Venecia se celebró del 25 de agosto al 8 de septiembre de 1962.

## Jurado
Internacional
- Filippo Sacchi (Presidente)[2]
- Lev Arnshtam
- Giulio Cesare Castello
- Jean de Baroncelli
- John Hubley
- Gian Gaspare Napolitano
- Leopoldo Torre Nilsson

Mostra del Film per Ragazzi
- Gilbert Cohen-Seat (Presidente)
- Mary (I) Field
- Giuseppe Flores D'Arcais
- Dušan Makavejev
- Sergio Frosali

Mostra del Film Documentario
- Josè Maria Podestà (Presidente)
- Eduard Hofman
- Hans W. Lavies
- Tino Ranieri
- Bjørn Rasmussen

Mostra del Film sull'Arte
- Rodolfo Pallucchini (Presidente)
- José Camón Aznar
- André Cauvin
- Domenico Purificato
- Bruno Saetti

Mostra Internazionale del Cinegiornale
- Walter Alberti (Presidente)
- Jean Delamotte
- Aca Stanovnik
- Eric E. Kusch

## Películas

### Sección oficial
Las películas siguientes se presentaron en la sección oficial:
| Título en español              | Título original              | Director(es)           | País           |
| ------------------------------ | ---------------------------- | ---------------------- | -------------- |
| Puente al sol                  | Bridge to the Sun            | Etienne Périer         | EE. UU.        |
| La muchacha de los ojos de oro | La fille aux yeux d'or       | Jean-Gabriel Albicocco | Francia        |
| Sansón                         | Samson                       | Andrzej Wajda          | Polonia        |
| No matarás                     | Tu ne tueras point           | Claude Autant-Lara     | Francia        |
| Victim                         | Victim                       | Basil Dearden          | Reino Unido    |
| Kde reky mají slunce           | Kde reky mají slunce         | Václav Krska           | Checoslovaquia |
| Bandidos de Orgosolo           | Banditi a Orgosolo           | Vittorio De Seta       | Italia         |
| Paz para el que entra          | Mir vkhodyashchemu           | Aleksandr Alov         | URSS           |
| Venganza siciliana             | Il brigante                  | Renato Castellani      | Italia         |
| Verano y humo                  | Summer and Smoke             | Peter Glenville        | EE. UU.        |
| Vanina Vanini                  | Vanina Vanini                | Roberto Rossellini     | Italia         |
| El año pasado en Marienbad     | L'Année dernière à Marienbad | Alain Resnais          | Francia        |
| Yojimbo                        | Yojimbo                      | Akira Kurosawa         | Japón          |
| El juicio universal            | Il giudizio universale       | Vittorio De Sica       | Italia         |

Informativa
| Título en español                     | Título original                       | Director(es)                      | País           |
| ------------------------------------- | ------------------------------------- | --------------------------------- | -------------- |
| Accattone                             | Accattone                             | Pier Paolo Pasolini               | Italia         |
| Ai de jiao yu                         | Ai de jiao yu                         | Robert Chung                      | Hong Kong      |
| Angel Baby                            | Angel Baby                            | Paul Wendkos, Hubert Cornfield    | EE. UU.        |
| Ánimas Trujano (El hombre importante) | Ánimas Trujano (El hombre importante) | Ismael Rodríguez                  | México         |
| El cielo despejado                    | Chistoe Nebo                          | Grigori Chukhrai                  | URSS           |
| Crónica de un verano                  | Chronique d'un été                    | Edgar Morin, Jean Rouch           | Francia        |
| Risas y sensaciones de antaño         | Days of Thrills and Laughter          | Robert Youngson                   | EE. UU.        |
| Drug moy, Kolka!                      | Drug moy, Kolka!                      | Aleksandr Mitta, Aleksei Saltykov | URSS           |
| Dzis w nocy umrze miasto              | Dzis w nocy umrze miasto              | Jan Rybkowski                     | Polonia        |
| I katara tis mannas                   | I katara tis mannas                   | Vasilis Georgiadis                | Grecia         |
| El empleo                             | Il posto                              | Ermanno Olmi                      | Italia         |
| Bailando llegó el amor                | Kauf dir einen bunten Luftballon      | Géza von Cziffra                  | RFA            |
| Leviathan                             | Leviathan                             | Léonard Keigel                    | EE. UU.        |
| Namonaku mazushiku utsukushiku        | Namonaku mazushiku utsukushiku        | Zenzô Matsuyama                   | Japón          |
| Square of Violence                    | Nasilje na trgu                       | Leonardo Bercovici                | Yugoslavia     |
| Marea nocturna                        | Night Tide                            | Curtis Harrington                 | EE. UU.        |
| A False Student                       | Nise daigakusei                       | Yasuzo Masumura                   | Japón          |
| Of Stars and Men                      | Of Stars and Men                      | John Hubley                       | EE. UU.        |
| Piel de verano                        | Piel de verano                        | Leopoldo Torre Nilsson            | Argentina      |
| La balada de la paloma gris           | Piesen o sivom holubovi               | Stanislav Barabas                 | Checoslovaquia |
| Prisioneros de una noche              | Prisioneros de una noche              | David José Kohon                  | Argentina      |
| Sábado noche, domingo mañana          | Saturday Night and Sunday Morning     | Karel Reisz                       | Reino Unido    |
| La conexión                           | The Connection                        | Shirley Clarke                    | EE. UU.        |
| Los exiliados                         | The Exiles                            | Kent MacKenzie                    | EE. UU.        |
| Tiro al pichón                        | Tiro al piccione                      | Giuliano Montaldo                 | Italia         |
| Yanco                                 | Yanco                                 | Servando González                 | México         |

Fuera de concurso
| Título en español     | Título original    | Director(es)         | País    |
| --------------------- | ------------------ | -------------------- | ------- |
| Léon Morin, sacerdote | Léon Morin, prêtre | Jean-Pierre Melville | Francia |

## Retrospectivas
En esta edición, se centró en un espacio dedicado al director Mack Sennett y otro al cine checoslovaco.

## Premios[7]
- León de Oro: El año pasado en Marienbad de Alain Resnais
- Premio especial del jurado: Paz para el que entra de Aleksandr Alov y Vladimir Naumov
- Copa Volpi al mejor actor: Toshirô Mifune por Yojimbo
- Copa Volpi a la mejor actriz: Suzanne Flon por No matarás
- Mejor ópera prima: Bandidos de Orgosolo de Vittorio De Seta
- Premio New Cinema: 
  - Mejor película: Bandidos de Orgosolo de Vittorio De Seta
  - Mejor actor: Toshirô Mifune por Yojimbo
  - Mejor actriz: Geraldine Page por Verano y humo
- Premio San Jorge: Bandidos de Orgosolo de Vittorio De Seta
- Premio FIPRESCI: Venganza siciliana de Renato Castellani
- Premio OCIC: El empleo de Ermanno Olmi
- Premio Pasinetti: 
  - Paz para el que entra de Aleksandr Alov y Vladimir Naumov (Oficial)
  - El empleo de Ermanno Olmi (secciones paralelas)
- Premio Italian Cinema Clubs: Bandidos de Orgosolo de Vittorio De Seta
- Premio de la ciudad de Imola: El empleo de Ermanno Olmi
- Premio de la ciudad de Venecia: Léon Morin, sacerdote de Jean-Pierre Melville